# AMC AMX

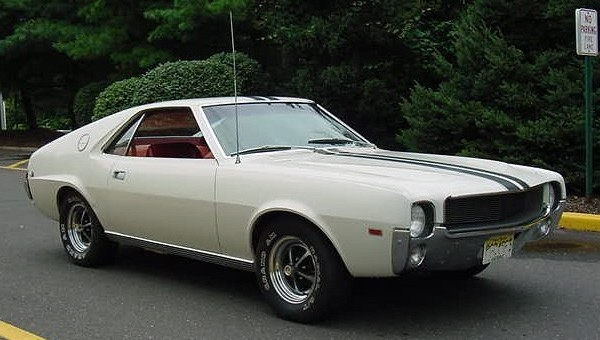
AMC AMX (1968) mit „Go-Package“

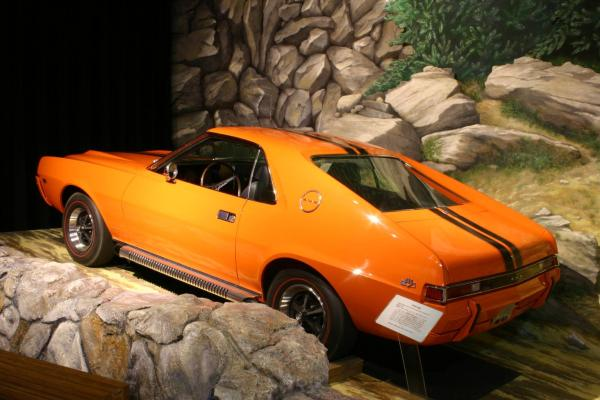
AMC AMX (1969) in „Big Bad Orange“

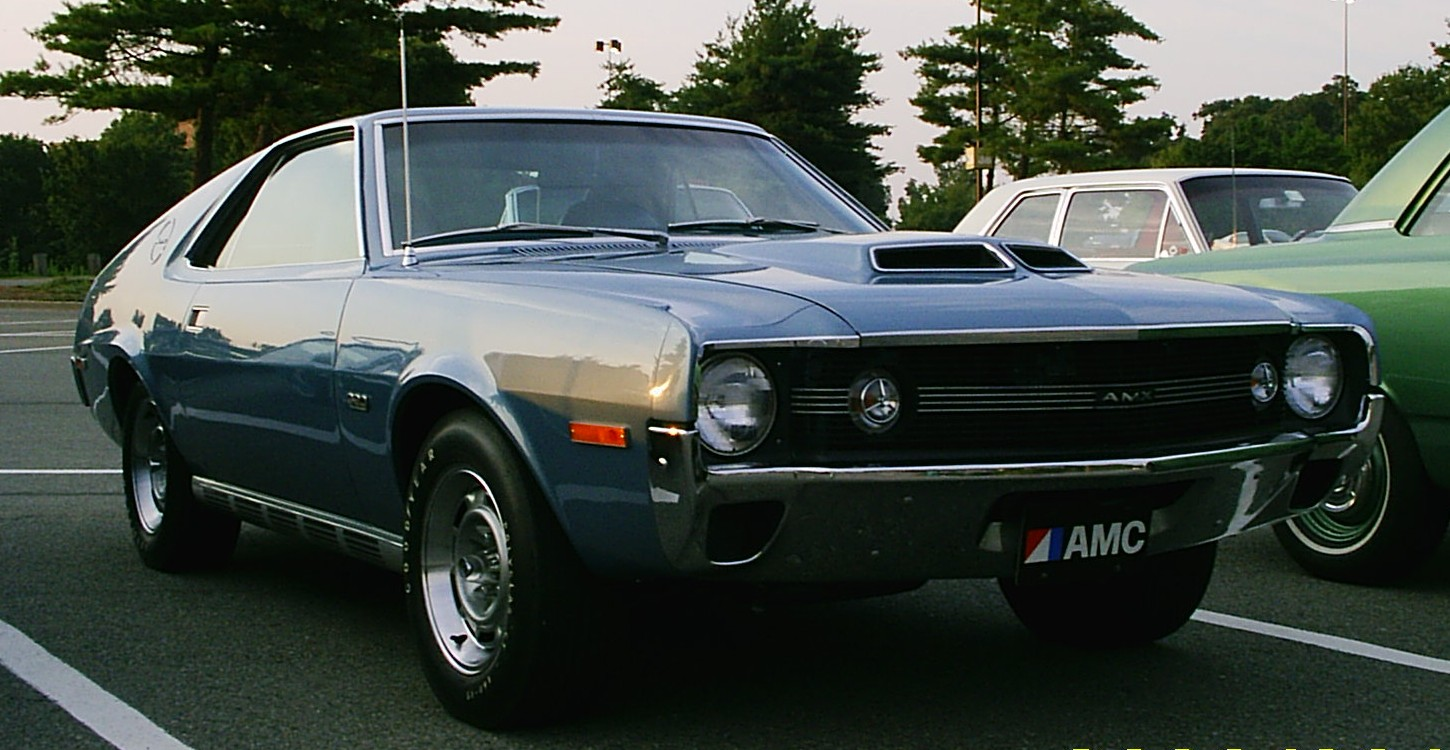
AMC AMX (1970) mit „Ram Air“ 390 cu.in. (6,4 Liter) V8

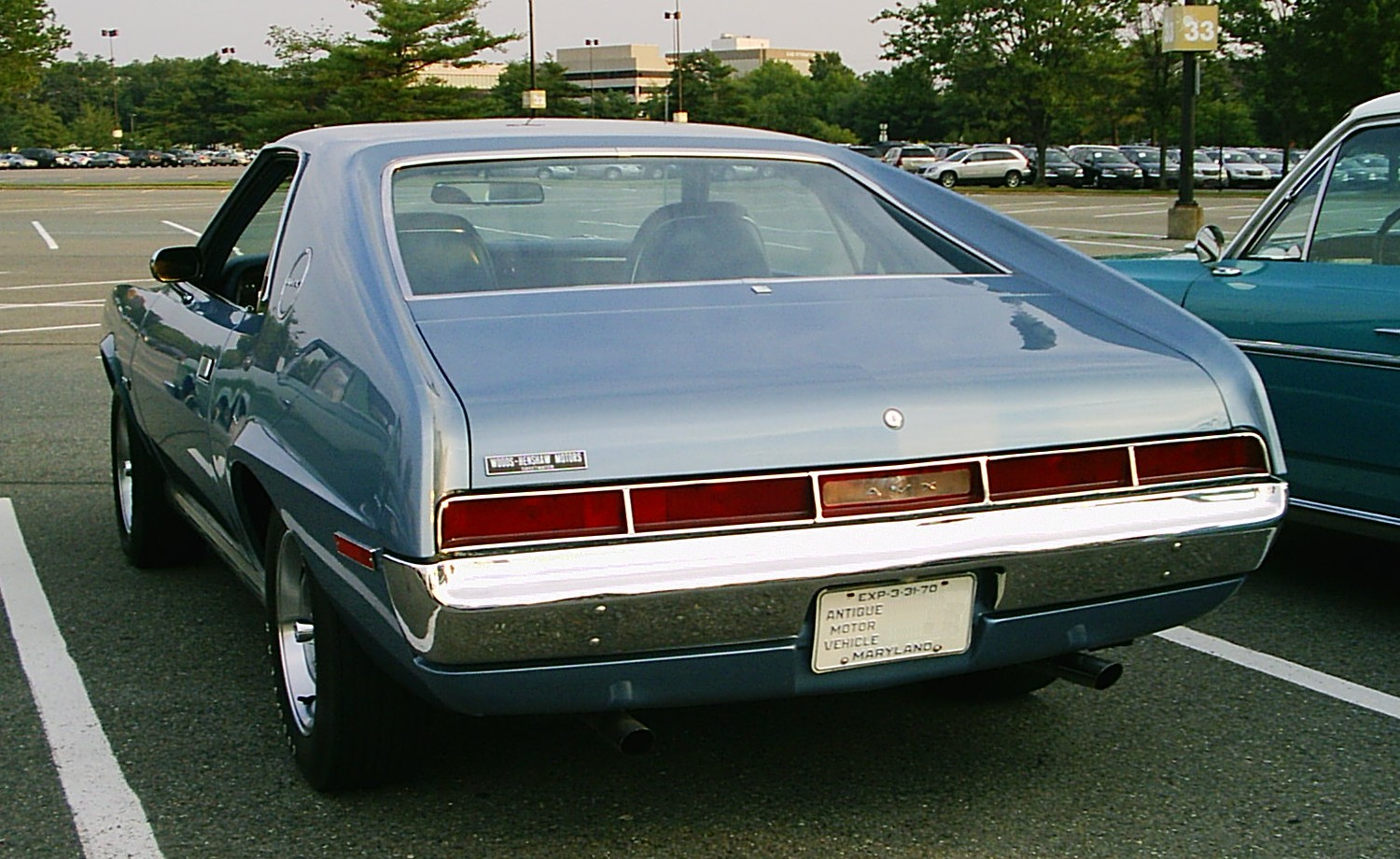
AMC AMX (1970)

Der AMC AMX ist ein PKW, der zwischen Anfang 1968 und Ende 1970 von der American Motors Corporation (AMC) hergestellt wurde.
Der AMX war eine kürzere, zweisitzige Version des Pony Cars AMC Javelin. Der Wagen hatte eine leistungsfähige Mechanik und einen starken Motor in der Gran Turismo (GT)-Tradition, aber einen erschwinglichen Preis.

## Ursprung des AMX
Der Name AMX bedeutet „American Motors eXperimental“, ein Code, der für etliche frühe Prototypen, die von AMC entwickelt wurden, verwendet wurde. Sie waren Teil der Versuche der Firma, ihr Image, nur wirtschaftliche Fahrzeuge zu bauen, in ein eher leistungsorientiertes und jugendliches Image zu verkehren. Die ursprünglichen, großen AMX-Modelle wurden 1965 von den Styling-Studios von AMC unter Charles Mashigan entwickelt. 1966 wurde ein Konzeptfahrzeug von einem firmenfremden Berater entworfen und „AMX II“ benannt. Dies war ein Auto mit Kunststoffkarosserie, die Teil des „Projektes IV“ war. Der Vorstandsvorsitzende von AMC, Roy Abernethy gab dem italienischen Designer Vignale in Turin den Auftrag, ein richtiges Auto zu konstruieren. Dieser lieferte in nur 78 Tagen ein funktionsfähiges Auto mit Stahlkarosserie. Es wurde „AMX Vignale“ genannt und 1966 in der „New York International Auto Show“ ausgestellt.
American Motors hatte gleichzeitig zwei Entwicklungsprogramme: (1.) einen Production Racer zu bauen, der vom Javelin abgeleitet war, und (2.) ein komplett neues Auto aus Kunststoff zu entwickeln. Die erste Lösung nutzte schon vorhandene Technologien von AMC und ihre Erfahrungen im Bau verschweißter Karosseriekonstruktionen und wurde daher ausgewählt. Durch ziemlich kostengünstige Veränderungen am Javelin konnte der Production Racer dem Styling und den Proportionen des Prototyps angenähert werden. Der AMX wurde nur gute vier Monate nach dem Javelin auf den Markt gebracht.
Er war der erste amerikanische Production Racer mit Stahlkarosserie seit dem 1957er Ford Thunderbird. Der einzige andere zweisitzige Sportwagen aus heimischer Produktion war zu dieser Zeit der Chevrolet Corvette mit einem Radstand von 2489,2 mm, während der Abstand zwischen Vorder- und Hinterachse beim AMX 2463,8 mm betrug. AMC gelang es, den Ruf eines leistungsfähigen Rennwagens für den AMX zu erreichen, da die Rennfahrer Craig Breedlove und Lee Breedlove 106 Geschwindigkeitsrekorde mit dem Wagen aufstellten. Der Motorpresse wurde das neue Modell auf dem Daytona International Speedway vorgestellt. Sogar der Playboy half mit, den neuen AMX zu vermarkten.

## Ein amerikanischer Zweisitzer
Der Zweisitzer AMX war eine Limited Edition, der nach seiner Vorstellung am 15. Februar 1968 knapp drei Jahre lang gebaut wurde. Die Verkaufszahlen:
- 1968 6.725 Stück,
- 1969 8.293 Stück und
- 1970 4.116 Stück.

Von diesen Fahrzeugen sind die 52 von Hurst umgebauten SS/AMX Drag Racer vielleicht die von Sammlern gesuchtesten.
Der AMX erhielt einen Preis als Best Engineered Car of the Year in den Jahren 1969 und 1970 von der SAE. Einer der Gründe für diese Preise lag in dem ersten aus Sicherheitsgründen in einem Stück spritzgegossenen Armaturenbrett der amerikanischen Industrie.
Alle bis Ende 1970 gebauten AMX gab es mit V8-Maschinen mit 290, 343, 360 und 390 cui (4,75 Liter, 5,6 Liter, 5,9 Liter und 6,4 Liter Hubraum) und Doppel-Registervergaser, die alle vom gleichen Block abstammten. Die Wagen hatten serienmäßig ein handgeschaltetes T-10-Vierganggetriebe, spezielle Torsionsstäbe, doppelte Auspuffrohre und breitere Reifen für bessere Traktion. Die Fahrleistungen mit der größten Maschine waren überragend, und so hatte der AMX seine größten Erfolge auf dem Dragstrip, wo er viele Jahre lang der „Super Stock Champion“ war. Als AMC den AMX auf den Markt brachte, verließ man sich auf den Rat von Craig Breedlove, um die nationalen und internationalen Geschwindigkeitsrekorde zu erreichen. Mehr als 100 Rekorde wurden gebrochen, einige davon bei Weitem, z. B. der für 24 Stunden mit 130 mph (208,26 km/h), der vorher bei 103 mph (165 km/h) lag.
Anfang 1971 übertrug AMC die Bezeichnung AMX auf eine leistungsfähigere Variante des Javelin, der bis 1974 hergestellt wurde. Ebenso wurde bei den Modellen Hornet (1977), Concord (1978) und Spirit (1979/80) verfahren.
2005 fuhr die „Speed Channel Show American Muscle Car“ einen AMX 390 in einem Vergleichstest, um das großartigste je gebaute Muscle Car zu küren. Obwohl der AMX deutlich weniger Leistung als seine Wettbewerber (z. B. Pontiac GTO Judge, Ford Mustang Cobra Jet und Dodge Hemi Challenger) hatte, ermöglichte ihm sein geringes Gewicht, wettbewerbsfähig zu sein und sich vor einigen wesentlich größeren und leistungsfähigeren Fahrzeugen einzureihen.
Es gibt viele AMC-Vereine, die sich um dieses Auto kümmern, und auch Ersatzteile lassen sich noch in großer Menge finden.

## Konzeptfahrzeuge und Show-Cars

### AMX GT
Der AMX GT war ein AMC Javelin mit Kamm-Heck und wurde für den Auto Show Circuit 1968 als Konzeptfahrzeug entwickelt.

### AMX-400
George Barris baute sich einen 1969er AMX um. Er wurde für die zweite Episode der TV-Serie Banacek gebaut. Der Wagen war tiefergelegt und seine Karosserie deutlich verändert. Seine Dachholme waren um fast 25 cm gekürzt und der ganze Wagen um 46 cm verlängert worden. Er wurde als AMX-400 bekannt.

### AMX/1 und AMX/2
Ein erster voll funktionsfähiger AMX-Prototyp wurde als Teil des AMX-Projektes von AMC 1966 vorgestellt und wurde in gut erhaltenem Zustand jahrelang im Museum des Talladega Superspeedways ausgestellt. Die zweite Ableitung, der AMX/2, war eine nicht fahrfähige Designstudie. Es wurden nur zwei rollfähige Prototypen hergestellt (Ein AMX/2 verbrachte viele Jahre vernachlässigt als Werbung auf einem Mast eines Gebrauchtwagenhandels).

### AMX/3

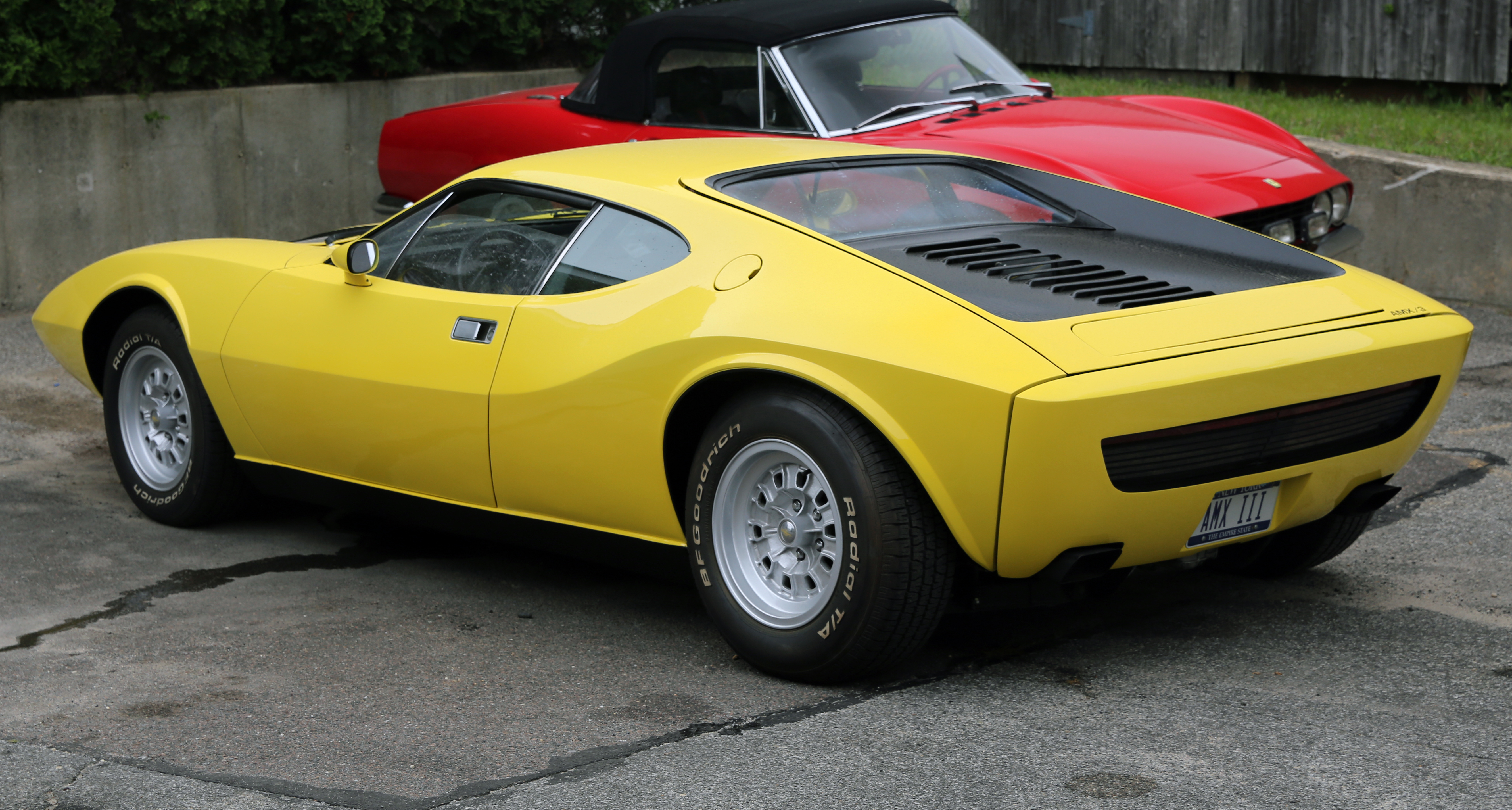
AMC AMX/3

Der AMX/3 von 1970 war ein Hochleistungssportwagen mit Mittelmotor, der in den USA verkauft werden sollte. Sein Design war von AMC selbst entwickelt worden, das Fahrwerk hingegen hatte Giotto Bizzarrini konstruiert. Es wurde von BMW grundlegend überarbeitet. Der AMX/3 hatte einen AMC-V8-Motor mit 6.383 cm³ (390 cui), der 340 SAE-PS (254 kW) bei 5.100/min. entwickelte, einzelne Fahrzeuge wiesen ein speziell hergestelltes OTO-Melara-Fünfganggetriebe in Transaxle-Bauweise auf. AMC plante, das Fahrzeug in Serie bei Karmann in Deutschland herstellen zu lassen; das Projekt scheiterte aber 1970.
Ein einzelnes Exemplar des AMX/3 wurde 1971 als Bizzarrini Sciabola vorgestellt. Auch hier ließ sich eine Serienproduktion nicht realisieren.

## Leistungsdaten
Die Fernsehshow „Car and Track“ 1969 stellte folgende Werte nach Versuchsfahrten mit einem AMC-390 mit Doppel-Registervergaser und einer Verdichtung von 10,5 : 1 fest:
- Beschleunigung 0–60 mph (entspricht ca. 0–100 km/h): 6,5 s
- Zeit für ¼ Meile (402 m, stehender Start): 14,1 s